# 中国人民争取和平与裁军协会
中国人民争取和平与裁军协会，简称和裁会，是中华人民共和国最大的民间和平组织，1985年6月1日在北京市成立。其会员团体包括中华全国总工会、中华全国青年联合会、中华全国妇女联合会等。

## 活动
2010年9月20日， 由中国人民争取和平与裁军协会、中华全国青年联合会、联合国驻华系统共同主办的国际和平日庆祝大会在北京举行。本次大会的主题是：中国青年与和平发展。全国人大常委会副委员长、和裁会副会长严隽琪出席大会并致辞。全国政协副主席、和裁会副会长厉无畏出席了大会。联合国秘书长潘基文为大会发来了贺信。